# Treron fulvicollis
Il piccione verde testacannella (Treron fulvicollis Wagler, 1827) è un uccello della famiglia dei Columbidi diffuso nella penisola malese, a Sumatra e nel Borneo.

## Tassonomia
Comprende le seguenti sottospecie:
- T. f. fulvicollis (Wagler, 1827) - penisola malese e Sumatra;
- T. f. melopogenys (Oberholser, 1912) - isole di Nias e Siberut (al largo delle coste occidentali di Sumatra);
- T. f. oberholseri Chasen, 1935 - isole Natuna (al largo delle coste nord-occidentali di Sumatra);
- T. f. baramensis A. B. Meyer, 1891 - Borneo settentrionale e isole vicine.